# انحلال الدم الوليدي (ضد RhE)
انحلال الدم الوليدي (ضد RhE)، مرض يسببه الضد anti-RhE في نظام الزمرة الدموية الريسوسية. يمكن أن يتشكل الضد anti-RhE بشكل طبيعي، أو بسبب التحسس المناعي بعد نقل الدم أو الحمل.
يعتبر الضد anti-RhE شائعًا جدًا خاصةً في النمط الجيني Rh CDe/CDe؛ عادةً ما يسبب انحلال دم خفيف، لكنه قد يسبب حالة خطيرة عند الرضع. قد يحدث المرض نتيجة أجسام مضادة أخرى، عادةً بسبب الضد anti-Rhc، والذي قد يسبب أيضًا انحلال دم شديد.
وجدت إحدى الدراسات التي أجراها موران وأخرون أنه لا يمكن اعتماد العيار الحجمي للكشف عن الضد anti-E. حدثت أشد حالات المرض الانحلالي عند الوليد مع العيار الحجمي 1:2. يقول موران أنه لا يمكن استبعاد الضد anti-E كعامل ذي تأثير سريري ضئيل.

## الأعراض

### المضاعفات
- ارتفاع مستوى البيليروبين عند الولادة أو ارتفاعه السريع[3]
- فرط بيليروبين الدم لفترات طويلة[3]
- الخلل العصبي الناجم عن البيليروبين[4]
- الشلل الدماغي[5]
- يرقان نووي[6][7][8]
- قلة الصفيحات[7]
- فقر الدم الانحلالي - يجب عدم معالجته بالحديد[9]
- فقر الدم متأخر البداية - يجب عدم معالجته بالحديد. قد يستمر حتى 12 أسبوعًا بعد الولادة.[10][11]

## الآلية
انحلال الدم الجنيني والوليدي هو حالة يؤدي فيها مرور الأجسام المضادة للأم إلى انحلال خلايا الدم الحمراء الجنينية/الوليدية. قد تتشكل الأضداد بشكل طبيعي مثل anti-A وanti-B أو تتشكل الأضداد المناعية بعد حدث تحسسي. يحدث التمنيع المتباين عندما يكون الجهاز المناعي للأم حساسًا للمستضدات على سطح خلايا الدم الحمراء. الأسباب الأكثر شيوعًا للتمنيع المتباين هي نقل الدم ونزيف الأم والجنين. قد تؤدي عملية انحلال الدم إلى فقر الدم وفرط بيليروبين الدم وقلة الصفيحات الوليدية وقلة العدلات الوليدية. مع استخدام الوقاية المناعية RhD (المعروفة باسم روغام)، انخفض معدل ظهور الضد anti-D بشكل كبير وأصبحت الأجسام المضادة الخيفية الأخرى الآن سببًا رئيسيًا لانحلال الدم الوليدي.

### النوعية للجسم المضاد
وجدت إحدى الدراسات التي أجراها موران وأخرون أنه لا يمكن اعتماد العيار الحجمي للكشف عن ضد المستضد E. حدثت أشد حالات المرض الانحلالي عند الوليد مع العيار الحجمي 1:2. يقول موران أنه لا يمكن استبعاد ضد المستضد E كعامل ذي تأثير سريري ضئيل.
في حالة ظهور ضد المستضد E، يجب فحص المرأة لمدة 28 أسبوعًا لمعرفة ما إذا كانت قد طورت ضد المستضد C أيضًا.[بحاجة لمصدر]

## التدخل
هناك العديد من إجراءات التدخل المتاحة في بداية ومنتصف وآخر الحمل.[بحاجة لمصدر]

### بداية الحمل
- IVIG – يرمز إلى الغلوبيولين المناعي الوريدي. يستخدم في حال وجود إجهاض سابق، وارتفاع العيار الحجمي للأم، والأضداد الممرضة المعروفة، وفي الحالات التي يحرم فيها الدين نقل الدم. قد يكون الغلوبيولين المناعي الوريدي أكثر فعالية من نقل الدم داخل الرحم لوحده.[14] انخفض معدل وفيات الجنين بنسبة 36% في المجموعة التي تلقت الغلوبيولين المناعي الوريدي ونقل الدم داخل الرحم مقارنةً بمجموعة نقل الدم داخل الرحم وحده. يمكن أن يقلل الجمع بين الغلوبيولين المناعي الوريدي واستخراج البلازما الحاجة إلى نقل الدم داخل الرحم أو يلغيها.[15]
- استخراج البلازما - يهدف استخراج البلازما إلى إنقاص عيار الأم عن طريق التعويض المباشر للبلازما.[16] يمكن استخدام استخراج البلازما والغلوبيولين المناعي الوريدي معًا على النساء اللائي عانين من استسقاء جنيني أو إجهاض سابق.[17][18]

### منتصف إلى أواخر الحمل
- IUT – أي نقل الدم داخل الرحم ويتم إما عن طريق النقل داخل الصفاق أو النقل داخل الوريد.[19] يُفضل النقل داخل الوريد على النقل داخل الصفاق.[1] يُجرى نقل الدم داخل الرحم فقط حتى 35 أسبوعًا. بعد ذلك، يكون خطر نقل الدم داخل الرحم أكبر من مخاطر نقل الدم بعد الولادة.[20]
- الستيرويدات - تُعطى الستيرويدات أحيانًا للأم قبل نقل الدم داخل الرحم والولادة المبكرة للمساعدة على نضج رئتي الجنين.[20]
- الفينوباربيتال - يُعطى الفينوباربيتال أحيانًا للأم للمساعدة في نضج كبد الجنين وتقليل فرط بيليروبين الدم.[21]
- الولادة المبكرة - يمكن أن تحدث الولادة في أي وقت بعد عمر قابلية الجنين للحياة. يمكن حدوث ولادة طارئة بسبب فشل نقل الدم داخل الرحم، بالإضافة إلى تحريض المخاض بعد 35-38 أسبوعًا من الحمل.[22]

## بعد الولادة

### اختبارات
- كومبس - بعد الولادة، يخضع الطفل لاختبار كومبس المباشر لتأكيد وجود الأضداد المرتبطة بخلايا الدم الحمراء. يجرى هذا الاختبار من دم الحبل السري.[3]

في بعض الحالات، يكون كومبس المباشر سلبيًا لكن يمكن أن يحدث انحلال دم وليدي قاتل. يجب إجراء كومبس غير المباشر في حالات وجود الضد anti-C والضد anti-c والضد anti-M. في حال وجود الضد anti-M، ينصح باختبار وجود المستضد لاستبعاد انحلال الدم الوليدي.
- الهيموغلوبين – يجب تحليل الهيموغلوبين الخاص بالرضيع من دم الحبل السري.[3]
- تعداد الخلايا الشبكية - يرتفع عدد الخلايا الشبكية عندما يصنع الرضيع المزيد من الدم مواجهةً لفقر الدم.[3] قد يعني ارتفاع تعداد الخلايا الشبكية أن الرضيع قد لا يحتاج إلى عمليات نقل دم إضافية.[25] لوحظ انخفاض في الخلايا الشبكية لدى الرضع الذين عولجوا بنقل الدم داخل الرحم ولدى الذين يعانون من انحلال الدم الوليدي الناتج عن الضد anti-Kell.[24]
- الخلايا المتعادلة - نظرًا لأن قلة الخلايا المتعادلة هي إحدى مضاعفات انحلال الدم الوليدي، يجب التحقق من عدد العدلات.[7][8]
- الصفيحات - نظرًا لأن قلة الصفيحات هي إحدى مضاعفات انحلال الدم الوليدي، يجب التحقق من عدد الصفيحات.[7]
- يجب إجراء فحص البيليروبين من دم الحبل السري[3]
- الفيريتين - لأن معظم الأطفال المصابين بانحلال الدم الوليدي يعانون من ارتفاع نسبة الحديد، يجب تحليل الفيريتين قبل إعطاء الرضيع أي حديد إضافي.[9]
- اختبارات حديثي الولادة الكشفية - قد يؤثر نقل الدم من متبرع أثناء الحمل أو بعد الولادة بفترة وجيزة على نتائج اختبارات حديثي الولادة. يوصى بالانتظار وإعادة الاختبار بعد 10-12 شهرًا من آخر عملية نقل للدم. في بعض الحالات، يمكن إجراء اختبار للحمض النووي الريبوزي منقوص الأكسجين (دنا) من اللعاب لاستبعاد حالات معينة.

## العلاج
- العلاج بالضوء - يستخدم العلاج بالضوء عندما تكون قيمة بيليروبين دم الحبل السري 3 أو أعلى. يستخدمه بعض الأطباء بمستويات أقل في أثناء انتظار نتائج التحاليل المخبرية.[26]
- IVIG - استخدم الغلوبيولين المناعي الوريدي لعلاج العديد من حالات انحلال الدم الوليدي بنجاح. لم يقتصر استخدامه على الضد anti-D، ولكن أيضًا على الضد anti-E أيضًا.[27] يمكن استخدام الغلوبيولين المناعي الوريدي لتقليل الحاجة إلى تبديل الدم وتقصير مدة العلاج بالضوء.[28] توصي الأكاديمية الأمريكية لطب الأطفال «في مرض الانحلال المناعي المتباين، يوصى بإعطاء الغلوبيولين الوريدي (0.5-1 غ/ كغ على مدار ساعتين) إذا كان بيليروبين المصل الكلي مرتفعًا رغم العلاج المكثف بالضوء أو كان مستوى بيليروبين المصل الكلي ضمن حدود 2-3 ملغ/ دل (34-51 ميكرومول/لتر) من مستوى التبادل. إذا لزم الأمر، يمكن تكرار هذه الجرعة في غضون 12 ساعة (الفوائد تغلب الأضرار) وأُثبت أن إعطاء الغلوبيولين غاما عن طريق الوريد يقلل من الحاجة إلى تبديل الدم في الأمراض الانحلالية في نظامي الزمر الدموية ABO و الريسوسية.[26]